# Vilmorinia longiflora
Vilmorinia longiflora là một loài thực vật có hoa trong họ Đậu. Loài này được (Urb.) Urb. miêu tả khoa học đầu tiên năm 1928.